# Mauda
Mauda is een plaats in het Poolse district  Suwalski, woiwodschap Podlachië. De plaats maakt deel uit van de gemeente Wiżajny en telt 50 inwoners.